# Рылов, Юрий Алексеевич
Ю́рий Алексе́евич Рыло́в (09.05.1945, с. Курагино, Курагинский район, Красноярский край — 28.11.2012, г. Воронеж) — лингвист, педагог, доктор филологических наук (1985), профессор (1986), член правления Ассоциации испанистов России, член-корреспондент Северо-Американской академии испанского языка.  Заслуженный работник высшей школы Российской Федерации.

## Биография
Ю. А. Рылов получил классическое образование. Выпускник филологического факультета Московского государственного университета им. Ломоносова (1968). После окончания университета   Ю. А. Рылов работал сначала в Кокчетавском педагогическом институте (1968–1969), а затем в Воронежском пединституте (1969–1970). С 1970 года и вплоть до последних дней  работал в Воронежском государственном университете. Именно здесь происходит его становление и как ученого, и как педагога-наставника, и как руководителя.

## Научная деятельность
В 1974 году Ю. А. Рылов защитил кандидатскую диссертацию «Определенность / неопределенность существительного в отношении к актуальному членению предложения (на материале испанского и русского языков)» (научный руководитель – профессор И. П. Распопов), а в 1986 году – докторскую диссертацию «Синтаксические связи слов в испанском предложении».
Юрий Алексеевич Рылов является создателем научной школы «Романская и русская антропонимия как часть языковой картины мира».  Под его руководством успешно защищены 51 кандидатская и 4 докторские диссертации.
Внес существенный вклад в развитие отечественной романистики, в частности в разработку проблем актуального членения предложения, сопоставительного синтаксиса, романской антропонимии.

## Публикации
Автор свыше 100 научных трудов, в том числе 7 монографий: «Синтаксические связи слов в испанском предложении» (Воронеж, 1985; переведено на испанский язык, Leon, 1989), «Очерки романской антропонимии» (Воронеж, 2000), «Аспекты языковой картины мира: итальянский и русский языки» (Воронеж, 2003) и другие.